# Janssens de Varebeke

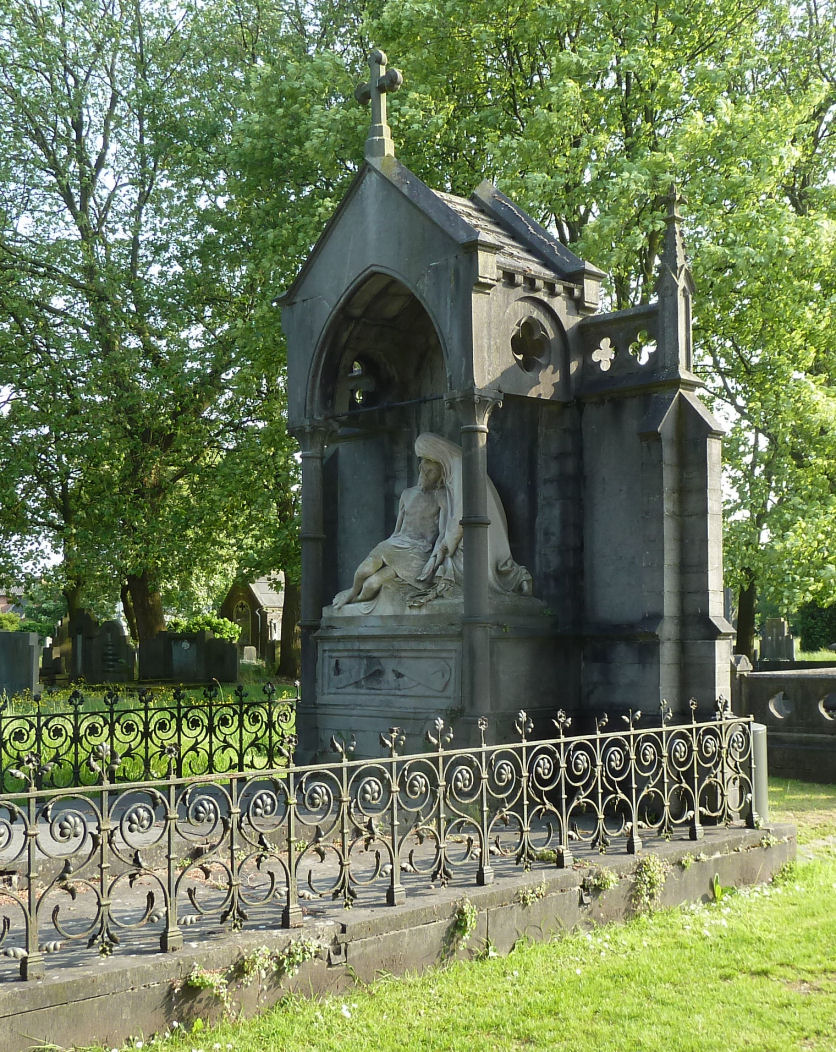
Monumentale neogotische grafzerk met Pieta, door Jan Frans Van Havermaet; Kerkhof van Tereken

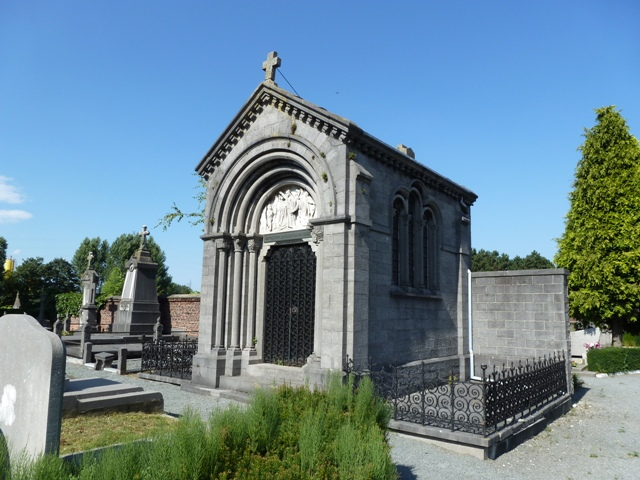
Grafkapel, Kerkhof te Temse.

Janssens de Varebeke is de naam van een tak van de familie Janssens waarvan enkele leden in 1938 in de Belgische adel werden verheven, oorspronkelijk uit het Waasland.
Bij Koninklijk Besluit van 20 december 1912 verkregen de afstammelingen van Louis Janssens en Maria de Decker het recht om de naam Janssens de Varebeke te dragen.
De familie Janssens was een vooraanstaande familie van industriëlen en Vlaamsgezinde, katholieke politici van Sint-Niklaas die gedurende het grootste deel van de 19 de eeuw een doorslaggevende rol speelden in het openbaar leven in het Waasland.
De gebroeders parlementairen Theodoor Janssens, Alfons Janssens en Benedikt Louis Janssens-Smits alsook hun oom Pieter de Decker en hun neven Jozef Janssens de Varebeke en Jean Baptiste Nobels maakten er deel van uit.
Een andere tak van de familie Janssens bekwam adelbrieven in 1871 en verkreeg in 1885 vergunning om zijn naam te verlengen tot Janssens de Bisthoven.

## Familieleden
- Theodoor Janssens
- Alfons Janssens
- Louis Janssens-Smits
- Frans Alfons Janssens
- Jozef Janssens de Varebeke
- Jean Baptiste Nobels gehuwd met Maria Janssens, bijgezet op het kerhof van Tereken, Sint-Niklaas.
- Auguste Janssens de Varebeke, scheutist en missionaris
- Serge Janssens de Varebeke, econoom te Beijing